# 川合寿人
川合 寿人（かわい ひさと、1907年7月26日 - 2002年7月9日）は、日本の内務・警察官僚。警視総監。

## 経歴
現在の佐賀県鳥栖市で生まれる。福岡高等学校を経て、1931年、東京帝国大学法学部政治学科を卒業。1930年10月、高等試験行政科試験に合格し、翌年には高等試験司法科試験に合格。1932年、内務省に入り広島県属となる。以後、警視庁交通課長・警衛課長、群馬県警察部長などを務め、1945年に退官。
戦後、警察庁に復帰し、仙台警察管区本部長、警察大学校長、皇宮警察本部長、近畿管区警察局長などを歴任。1957年1月、警視総監に就任し、1958年9月まで在任し退官。
その後、日本住宅公団監事、鉄道建設公団監事、日本保障マンション社長、日本安全保障警備社長などを務めた。